# Света Параскева (Еклисия)
Вижте пояснителната страница за други значения на Света Параскева.
„Света Параскева“ или „Света Петка“ (на гръцки: Ναός Αγίας Παρασκευής) е православна църква в гревенското село Еклисия (Вивища), Егейска Македония, Гърция. Църквата е най-старата в селото и е бившият енорийски храм. Завесата на входа с образа на Христос е с дата 1881 година. Най-старата икона в църквата е от 1740 година, дар от Кирякос от Вравонища.